# کوه حریف
کوه حریف (به لاتین: Mount Harif) یک کوه در اسرائیل است که در صحرای نگب واقع شده‌است. کوه حریف ۱٬۰۱۲ متر بالاتر از سطح دریا واقع شده‌است.